# Rocken

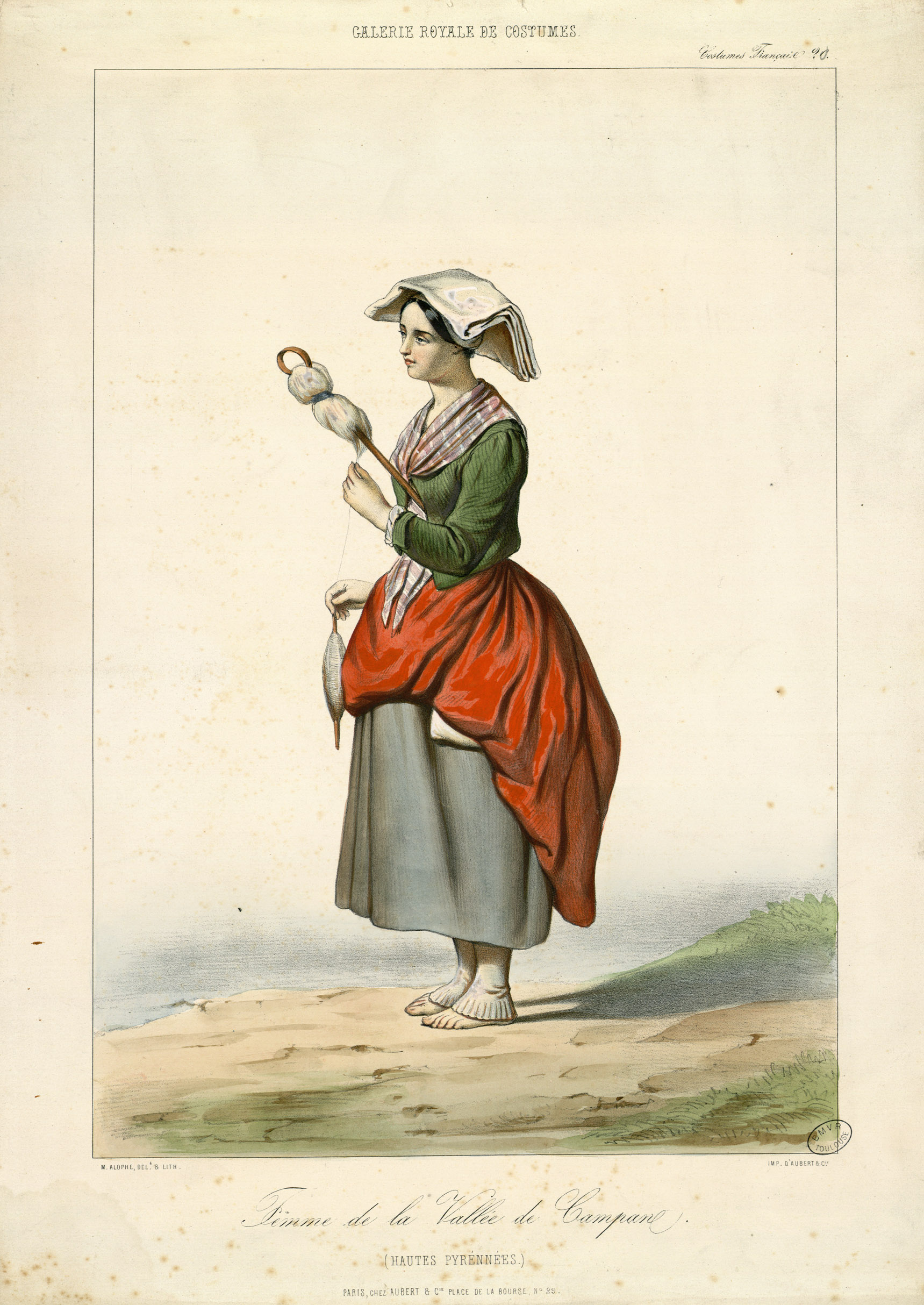
Spinnerin mit Rocken

Der Rocken (Spinnrocken, Wocken, Kunkel, Dieße) ist ein meist stabförmiges Gerät, an dem beim Spinnen die noch unversponnenen Fasern befestigt werden.

## Geschichte

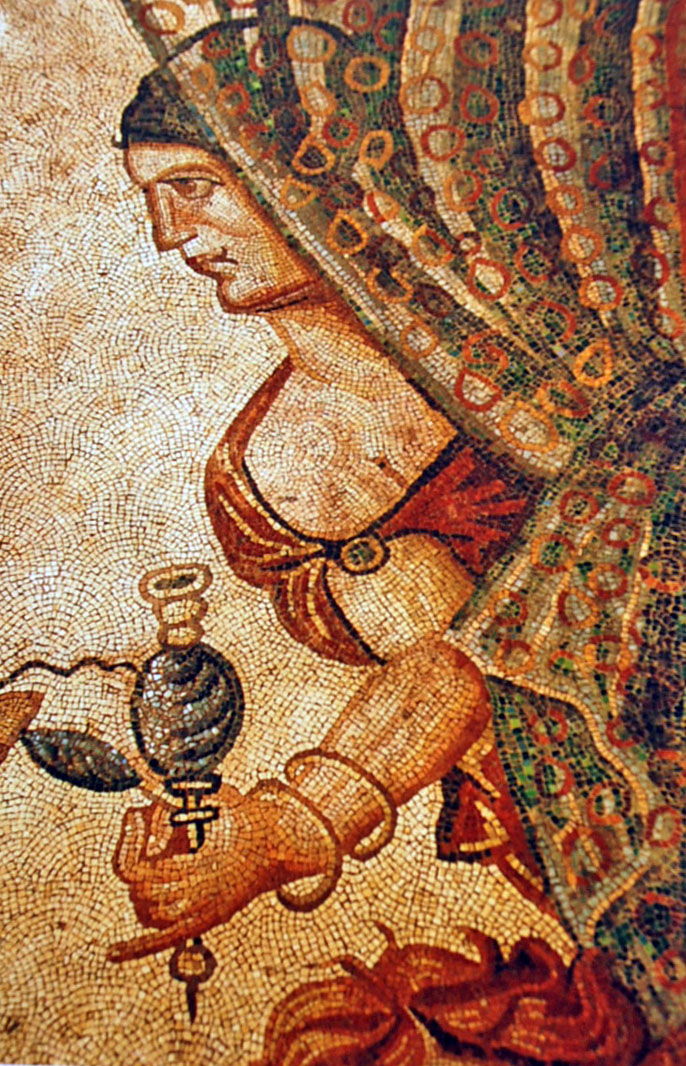
Spinnerin mit Rocken und Spindel auf einem römischen Mosaik

Rocken im Wappen von Steinperf

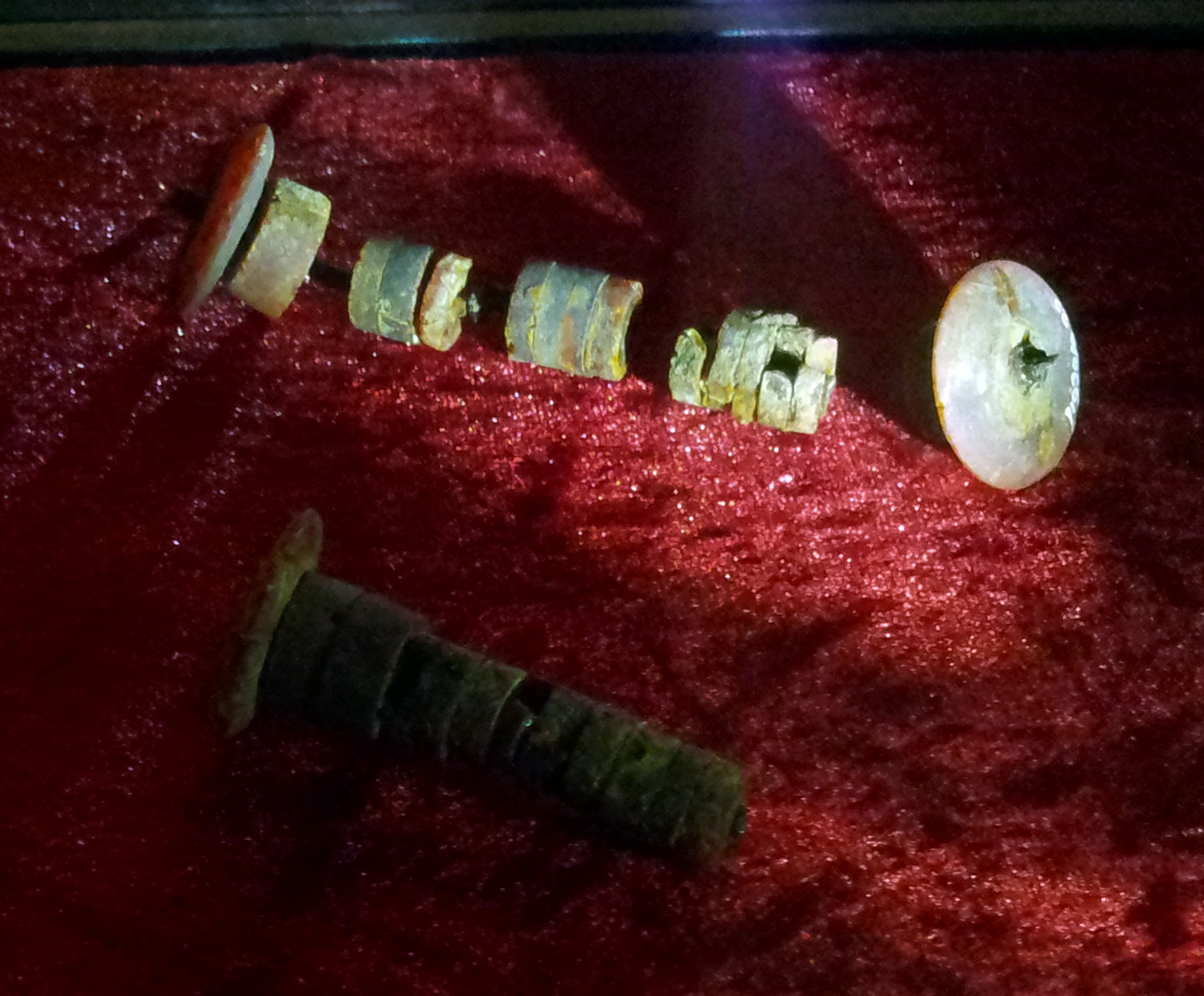
Römischer Bernsteinspinnrocken (fragmentiert)

Rocken sind als Originalfunde, von Abbildungen oder Texten aus unterschiedlichen antiken Kulturen (Ägypten, von den Griechen und aus den römischen Provinzen) bekannt. Einfache Exemplare bestanden aus Holz oder Rohr; aufwendigere Stücke, meist so genannte Handrocken, wurden in römischer Zeit auch aus Bein, Elfenbein, Bernstein, Gagat oder Silber hergestellt. Bei der Benutzung von Handspindel oder Spinnrad werden Rocken bis in die Gegenwart verwendet.

## Funktion

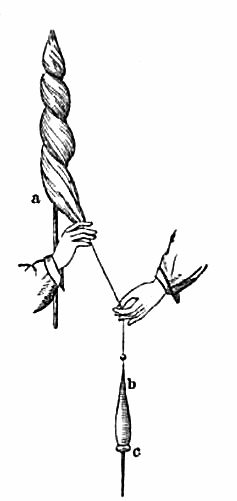
Der Spinnvorgang mit der Handspindel. a) Spinnrocken - b) Spindel - c) Spinnwirtel

Auf dem Rocken werden die mehr oder weniger stark vorbereiteten Fasern als lockeres Päckchen befestigt. Aus dem Päckchen wird dann mit einer Hand nach und nach eine gewisse Menge Fasern herausgezogen (ausziehen) und der Spindel zugeführt, die von der anderen Hand gedreht wird. Beim Spinnen mit Rocken sind beide Hände frei, so dass eine ausziehen und die andere immer an der Spindel bleiben kann. Beim Spinnen ohne Rocken hingegen hält eine Hand die Fasern fest, so dass das Ausziehen und das Drehen der Spindel von der anderen Hand erledigt werden müssen.

## Formen
Die Formen sind gerade in römischer Zeit recht unterschiedlich. Unterschieden werden so genannte Fingerkunkel, Handrocken und stabförmige Rocken. Die Fingerkunkel sind mit einer Länge von oft unter 25 cm recht kurz; sie haben ein ringförmiges Ende, mit dem sie beim Spinnen auf einen Finger gesteckt werden. Die Handrocken sind ebenfalls relativ kurz und kommen gelegentlich in reich ausgestatteten Frauen- und Mädchengräbern vor. Längere, stabförmige Rocken können eine größere Menge Fasern aufnehmen. Zur Handhabung können sie beim Spinnen mit der Handspindel in den Gürtel gesteckt werden.